# Michel-Eugène Chevreul
Michel-Eugène Chevreul, född 31 augusti 1786 i Angers, död 9 april 1889 i Paris, var en fransk kemist som bland annat har bidragit till produkterna stearinljus, tvål och margarin. Chevreuls färgstudier resulterade bland annat i en karta med 72 färger vetenskapligt ordnade i ett hjul.
Chevreul arbetade en tid under Louis Nicolas Vauquelin, blev 1813 lärare vid Lycée Charle-magne i Paris, 1824 direktör för färgeriet i gobelängfabriken Les Gobelins, samt var 1830-79 professor i kemi vid Collège de France.
Hans viktigaste arbete är Recherches chimiques sur les corps gras d’origine animale (1823), som blev epokgörande för kemins och industrins historia och för vilket "Société d'encouragement pour l'industrie nationale" tillerkände honom ett pris av 12 000 francs. För övrigt sysselsatte han sig med färgeriteknik. Bland hans skrifter märks vidare: Leçons de la chimie appliquée à la teinture (1831), Chevreuls studier av kontrastfärger De la loi du contraste simultané des couleurs (1839), Des couleurs et de leurs applications aux arts industriels (1864), Histoire des connaissances chimiques (1866) med flera. Ännu så sent som 1878 uppträdde han såsom författare, med Resumé d’une histoire de la matière. Han tilldelades Copleymedaljen 1857. Hans staty uppställdes 1886 på Muséum national d'histoire naturelle i Jardin des plantes, Paris. Chevreul var ledamot av Kungliga Vetenskapsakademien från 1829.
27 fotografier från Chevreuls 100-årsdag räknas som det första fotoreportaget. Hans namn tillhör de 72 som är ingraverade på Eiffeltornet.